# Dlaczego kogut ma krótkie spodenki
Dlaczego kogut ma krótkie spodenki (ros. Почему у петуха короткие штаны) – radziecki krótkometrażowy film animowany z 1966 roku w reżyserii Ippolita Łazarczuka i Cezara Orszanskiego.

## Fabuła
Ekranizacja ukraińskiej bajki o kogucie Pieti i perypetiach związanych z zakupionymi na jarmarku spodenkami. Zakup nie był fortunny, a kilkakrotnie skracanie nogawek zakończyło się ich obcięciem.

## Animatorzy
Adolf Piedan, Jefriem Prużanski, Władimir Gonczarow